# Серрано (язык)
Серрано (Serrano) — мёртвый (бездействующий) индейский язык, который принадлежит серранской группе такийской ветви юто-астекской языковой семьи, на котором раньше говорил народ серрано, проживающий на территории проливов Сан-Горгонио и Сан-Бернандино штата Южная Калифорния в США. Была попытка ареально объединить язык Серрано с некоторыми другими Юто-Ацтекскими языками в Шошонский языковой союз. Лишь очень немногие пожилые люди являются носителями языка, но не полностью свободно говорящими (2007). В настоящее время народ говорит на английском языке.

### Социолингвистическая информация
На данный момент, согласно Ethnologue, язык Серрано считается мёртвым. Ранее на нём говорили жители Южной Калифорнии, такие, как индейцы Серрано в Сан-Мануэле, индейцы Луисеньо в резервации Собобо, племя индейцев Кауилла в резервации Моронго. Последняя носительница, Дороти Рамон, умерла в 2002 г. В настоящее время производятся попытки возрождения языка. Ethnologue приводит в качестве примера проект индейцев из Сан-Мануэль, заключавшегося в проведении университетского курса языка Серрано в 2013—2014 учебном году. Серрано также занимается проект по возрождению языков Южной Калифорнии Limu, Учебный центр Дороти Рамон и другие.

### Типологические параметры

#### Тип (степень свободы) выражения грамматических значений
Серрано — аналитический язык. Грамматические значения скорее выражаются при помощи вспомогательных слов.
ˈa: p ma: rɨŋaˈiam kʷɨn-ɨ. nɨ:pq
there Morongos QUOT-PLURAL settle
There the Morongos settled

#### Характер границы между морфемами
Серрано входит в число агглютинативных языков. Одна морфема выражает одно значение. Границы между морфемами чёткие
čañui-∅ č ki:-ykaˈ čurup-k-in.
our.possessions-ACC we HOUSE-DIRECTION enter-PUNCTUAL-CAUSATIVE
We took our things in the house
В приведённом предложении за каждой морфемой закреплено в среднем одно значение, а морфемы как бы приклеиваются друг к другу.

#### Локус маркирования связи в посессивной именной группе и в предикации
Серрано — язык с зависимостным маркированием в предикации. Пример ниже показывает, что в глагольной группе показатель аккузатива присоединён не к глаголу, а к зависимому существительному. В посессивной именной группе двойное маркирование.
haweiˈt kʷɨn-ɨ pa: c̩-i ˈiča:-c̩uˈ, ta: qtam pɨmɨkaˈ
always QUOT-they water-ACC DIP-MOTION people for.them
They always went to dip water for the people.
mi:ŋaht ˈa-ki:
Gooher her-house
Gooher’s house

#### Тип ролевой кодировки
Язык Серрано является языком с аккузативной ролевой кодировкой.
ˈa-wa: qaˈ wisisɨˈq
his-shoe be.pointed
His (one pair of) shoes are pointed.
ˈamaˈ-wili amiˈ ˈamaˈ Leonardo mɨˈ mi wahaˈ
that-Willy and that Leonardo they.past go also
Willy and Leonardo went too
ˈayaɨˈ kʷɨn amaˈ tɨi: t ˈɨ:mˈkin puyu ama-i hʷukaht-i
then QUOT that devil finish all that-ACC deer-ACC
Then that devil finished all of the deer

#### Базовый порядок слов
В целом заметно тяготение глагола к концу, а структуры предложения — к порядку SOV в утвердительных предложениях. Однако если вернуться к примеру выше, можно увидеть порядок SVО. Таким образом, в языке Серрано довольно свободный порядок слов.
nɨ:ˈ n wačah hɨyɨyam ya: nɨm.
I four children have
I have four children

### Языковые особенности
Вспомогательный элемент в Серрано делится на эвиденциальный и аспектуальный показатели (последний в большинстве случаев выражается нулём)
EvP[tan] hou:ŋanič fĩi- Asp[-:b]
I will be poor
Забывание в языке Серрано относится к сердцу субъекта:
wiˈwɨnai n nɨ-hwu: n ˈa-ˈumiˈ-kc̩-i
want I my-heart’s its-forget-ING-ACC
I want to forget

#### Притяжательные конструкции
Притяжательная конструкция в Серрано не может быть заменена базовым эквивалентом-предложением типа «У меня есть старшая сестра». Ближайшим эквивалентом подобного предложения будет:
nɨ-qʷo̩:r qac̩
my-older.sister BE
My older sister exists

### Список глоссов
QUOT — квотатив
PLURAL-мн.ч.
DIRECTION-направление
ACC — аккузатив
CAUSATIVE — каузатив
MOTION — движение
PAST — прошедшее время
DUB — дубитатив
FUTURE — будущее время
PUNCTUAL — пунктивность
ING — герундий